# باشگاه فوتبال منچستر سیتی در فصل ۲۲–۲۰۲۱
باشگاه فوتبال منچستر سیتی در فصل ۲۲–۲۰۲۱ صد و بیست و هفتمین فصل فعالیت خود را انجام می‌دهد که بیستمین حضور این تیم در رقابت‌های فوتبال انگلستان است. سیتی علاوه بر لیگ برتر، در جام حذفی و جام اتحادیه به همراه لیگ قهرمانان اروپا شرکت می‌کند. شاگردان پپ گواردیولا فصل را با حضور در جام خیریه آغاز کردند که در پایان جام را به لسترسیتی واگذار کردند. در جام اتحادیه نیز سیتی پس از حذف وایکام واندررز، در ضربات پنالتی مغلوب وستهام یونایتد شدند.
فصل ۲۲–۲۰۲۱ اولین فصلی است که سرخیو آگوئرو در منچستر سیتی از سال ۲۰۱۰ حضور ندارد. این مهاجم آرژانتینی که بهترین گلزن تاریخ باشگاه منچسترسیتی به‌شمار می‌آید، در نقل و انتقالات تابستانی به بارسلونا پیوست.
در این فصل این باشگاه با برد مقابل استون ویلا با یک امتیاز بیشتر نسبت به لیورپول قهرمان شد.

## لباس فصل
تأمین کننده: پوما اس‌ئی / اسپانسر: هواپیمایی اتحاد
| لباس اول · 0 | لباس اول · جایگزین | لباس دوم · 0 | لباس دوم · جایگزین | لباس سوم · 0 |

## بازیکنان
| ش. | پ. | م.  | نام              | سن | از سال | بازی | گل  | پایان قرارداد | مبلغ خرید     | نکات                                                            |
| -- | -- | --- | ---------------- | -- | ------ | ---- | --- | ------------- | ------------- | --------------------------------------------------------------- |
| 2  | DF | ENG | کایل واکر        | ۳۵ | 2017   | 199  | 6   | 2024          | £45m          |                                                                 |
| 3  | DF | POR | روبن دیاز        | ۲۸ | 2020   | 66   | 1   | 2027          | £62m          | کاپیتان سوم                                                     |
| 5  | DF | ENG | جان استونز       | ۳۱ | 2016   | 175  | 10  | 2026          | £47.5m        |                                                                 |
| 6  | DF | NED | ناتان آکه        | ۳۰ | 2020   | 21   | 2   | 2025          | £40m          |                                                                 |
| 7  | FW | ENG | رحیم استرلینگ    | ۳۰ | 2015   | 309  | 118 | 2023          | £44m          |                                                                 |
| 8  | MF | GER | ایلکای گوندوغان  | ۳۴ | 2016   | 224  | 41  | 2023          | £20m          | کاپیتان دوم                                                     |
| 9  | FW | BRA | گابریل ژسوس      | ۲۸ | 2017   | 210  | 87  | 2023          | £27m          |                                                                 |
| 10 | MF | ENG | جک گریلیش        | ۲۹ | 2021   | 15   | 2   | 2027          | £100m         | رکورد گرانترین نقل و انتقالات باشگاه منچستر سیتی                |
| 11 | DF | UKR | الکساندر زینچنکو | ۲۸ | 2016   | 106  | 2   | 2024          | £1.7m         |                                                                 |
| 13 | GK | USA | زک استفن         | ۳۰ | 2019   | 16   | 0   | 2025          | £7m           |                                                                 |
| 14 | DF | ESP | ایمریک لاپورت    | ۳۱ | 2018   | 123  | 9   | 2025          | £57m          |                                                                 |
| 16 | MF | ESP | رودری            | ۲۹ | 2019   | 121  | 8   | 2025          | £62.8m        |                                                                 |
| 17 | MF | BEL | کوین دی بروینه   | ۳۴ | 2015   | 276  | 70  | 2025          | £54.5m        | کاپیتان سوم                                                     |
| 20 | MF | POR | برناردو سیلوا    | ۳۰ | 2017   | 218  | 39  | 2025          | £43.5m        |                                                                 |
| 22 | DF | FRA | بنژامین مندی     | ۳۱ | 2017   | 75   | 2   | 2022          | £52m          | از ۲۶ اوت ۲۰۲۱ به جرم آزار جنسی از لیست منچسترسیتی خارج شده‌است. |
| 25 | MF | BRA | فرناندینیو       | ۴۰ | 2013   | 360  | 24  | 2022          | £30m          | کاپیتان                                                         |
| 26 | FW | ALG | ریاض محرز        | ۳۴ | 2018   | 159  | 47  | 2023          | £60m          |                                                                 |
| 27 | DF | POR | ژوآو کانسلو      | ۳۱ | 2019   | 95   | 6   | 2025          | £60m          |                                                                 |
| 31 | GK | BRA | ادرسون مورائس    | ۳۱ | 2017   | 208  | 0   | 2026          | £34.9m        |                                                                 |
| 33 | GK | ENG | اسکات کارسن      | ۳۵ | 2019   | 1    | 0   | 2022          | رایگان        | حضور به صورت قرضی                                               |
| 37 | FW | BRA | کایکی            | ۲۲ | 2021   | 0    | 0   | 2026          | £8.6m         |                                                                 |
| 47 | MF | ENG | فیل فودن         | ۲۵ | 2008   | 138  | 36  | 2024          | Youth system  | بازیکن آکادمی                                                   |
| 48 | FW | ENG | لیام دلاپ        | ۲۲ | 2019   | 3    | 1   | 2026          | £1.2m         |                                                                 |
| 80 | MF | ENG | کول پالمر        | ۲۳ | 2010   | 10   | 2   | 2026          | بازیکن آکادمی | فارغ‌التحصیل از تیم جوانان                                       |

Last updated: ۲۴ نوامبر ۲۰۲۱
منبع: سایت باشگاه

Ordered by squad number.
Appearances include league and cup appearances, including as substitute. 

## پیش‌فصل و دوستانه
در ۱۴ ژوئیه، سیتی اعلام کرد که در ۲۷ ژوئیه و در یک بازی دوستانه میزبان باشگاه فوتبال پرستون نورث اند در ورزشکاه آکادمی خواهد بود و سپس به فرانسه سفر خواهد کرد تا با باشگاه فوتبال تروا از تیم‌های گروه سیتی فوتبال در ۳۱ ژوئیه بازی کند. این بازی بعدها به‌دلیل محدودیت‌های ناشی از دنیاگیری کووید-۱۹ در فرانسه و دنیاگیری کووید-۱۹ در انگلستان لغو شد زیرا در صورت سفر در هنگام بازگشت تیم باید قرنطینه می‌شد و در نتیجه بازی جام خیریه در برابر باشگاه فوتبال لستر سیتی را از دست می‌داد. یک بازی دیگر در ۳۱ ژوئیه ۲۰۲۱ انجام شد و باشگاه فوتبال بارنزلی جایگزین تروا شد. در ۳۱ ژوئیه اعلام شد که آخرین بازی دوستانه پیش‌فصل منچستر سیتی در برابر باشگاه فوتبال بلکپول خواهد بود.
  پیروزی
  مساوی
  شکست
  معوقه
  برنامه‌ریزی شده
| ۲۷ ژوئیه ۲۰۲۱ دوستانه        | منچستر سیتی                  | ۲–۰   | پرستون نورث اند | منچستر، انگلستان                                      |
| ۱۹:۰۰ ساعت تابستانی بریتانیا | - ریاض محرز ۲۵' - Edozie ۶۴' | گزارش |                 | ورزشگاه: ورزشکاه آکادمی تماشاگران: ۰ (پشت درهای بسته) |

| ۳۱ ژوئیه ۲۰۲۱ دوستانه                                                                    | تروا | لغو شد | منچستر سیتی | تروا، فرانسه                  |
| ۲۱:۰۰ ساعت تابستانی اروپای مرکزی (یوتی‌سی ۲:۰۰+)                                          |      |        |             | ورزشگاه: ورزشگاه استاد دو لوب |
| یادداشت: این بازی به دلیل محدودیت‌های سفر به فرانسه در اثر کرونا در ۲۱ ژوئیه ۲۰۲۱ لغو شد. |      |        |             |                               |

| ۳۱ ژوئیه ۲۰۲۱ دوستانه        | منچستر سیتی                                               | ۴–۰   | بارنزلی | منچستر، انگلستان                                      |
| ۱۸:۰۰ ساعت تابستانی بریتانیا | - Edozie ۲۳' - Knight ۳۰' - ریاض محرز ۳۴' - ناتان آکه ۶۹' | گزارش |         | ورزشگاه: ورزشکاه آکادمی تماشاگران: ۰ (پشت درهای بسته) |

| ۳ اوت ۲۰۲۱ دوستانه           | منچستر سیتی                                            | ۴–۱   | بلکپول                   | منچستر، انگلستان                                      |
| ۱۸:۰۰ ساعت تابستانی بریتانیا | - Edozie ۳' - ریاض محرز ۴۸' - ایلکای گوندوغان ۵۸'، ۷۵' | گزارش | - لوک گاربت ۲۱' (پنالتی) | ورزشگاه: ورزشکاه آکادمی تماشاگران: ۰ (پشت درهای بسته) |

| ۲۵ اوت ۲۰۲۱ خیریه | بارسلونا | لغو شد | منچستر سیتی | بارسلون، اسپانیا        |
| --:-- ساعت تابستانی اروپای مرکزی (یوتی‌سی ۲:۰۰+) |          | گزارش  |             | ورزشگاه: ورزشگاه نیوکمپ |
| یادداشت: بازی در ۲۹ ژوئیه ۲۰۲۱ به دلیل ابتلای کمک‌مربی بارسلونا، خوآن کارلوس اونزوئه به کرونا به تعویق افتاد و پس از آن به دلیل محدودیت‌های کاتالونیا که مانع از میزبانی بارسلونا در حضور تماشاگران می‌شد، لغو شد. ممکن است این بازی در فصل آینده مجدداً برنامه‌ریزی شود. |          |        |             |                         |

## مسابقات

### بررسی اجمالی
| رقابت              | اولین بازی      | آخرین بازی    | شروع دور    | جایگاه نهایی | آمار | آمار | آمار | آمار | آمار | آمار | آمار | آمار   |
| رقابت              | اولین بازی      | آخرین بازی    | شروع دور    | جایگاه نهایی | بازی | ب    | ت    | ش    | گ‌ز   | گ‌خ   | ت‌گ   | % برد  |
| ------------------ | --------------- | ------------- | ----------- | ------------ | ---- | ---- | ---- | ---- | ---- | ---- | ---- | ------ |
| لیگ برتر           | ۱۵ اوت ۲۰۲۱     | ۲۱ مه ۲۰۲۲    | هفته ۱      | برنده        | ۳۸   | ۲۹   | ۶    | ۳    | ۹۹   | ۲۶   | ۷۳+  | ۰۷۶    |
| جام حذفی           | ۷ ژانویه ۲۰۲۲   | ۱۶ آوریل ۲۰۲۲ | دور سوم     | نیمه‌نهایی    | ۵    | ۴    | ۰    | ۱    | ۱۶   | ۶    | ۱۰+  | ۰۸۰    |
| جام اتحادیه        | ۲۱ سپتامبر ۲۰۲۱ | ۲۷ اکتبر ۲۰۲۲ | دور سوم     | دور چهارم    | ۲    | ۱    | ۱    | ۰    | ۶    | ۱    | ۵+   | ۰۵۰    |
| جام خیریه          | ۷ اوت ۲۰۲۱      | ۷ اوت ۲۰۲۱    | فینال       | نایب‌قهرمان   | ۱    | ۰    | ۰    | ۱    | ۰    | ۱    | ۱−   | ۰۰۰٫۰۰ |
| لیگ قهرمانان اروپا | ۱۵ سپتامبر ۲۰۲۱ | ۴ مه ۲۰۲۲     | مرحله گروهی | نیمه‌نهایی    | ۱۲   | ۷    | ۲    | ۳    | ۲۹   | ۱۶   | ۱۳+  | ۰۵۸    |
| مجموع              | مجموع           | مجموع         | مجموع       | مجموع        | ۵۸   | ۴۱   | ۹    | ۸    | ۱۵۰  | ۵۰   | ۱۰۰+ | ۰۷۱    |

آخرین به‌روزرسانی در: ۲۲ مه ۲۰۲۲

منبع: Soccerway

### لیگ برتر

#### جایگاه در جدول
| رتبه | تیم            | بازی | برد | مساوی | باخت | گل زده | گل خورده | گل تفاضل | امتیاز |                    |
| ---- | -------------- | ---- | --- | ----- | ---- | ------ | -------- | -------- | ------ | ------------------ |
| ۱    | منچستر سیتی    | ۲۳   | ۱۸  | ۳     | ۲    | ۵۵     | ۱۴       | ۴۱+      | ۵۷     | لیگ قهرمانان اروپا |
| ۲    | لیورپول        | ۲۲   | ۱۴  | ۶     | ۲    | ۵۸     | ۱۹       | ۳۹+      | ۴۸     | لیگ قهرمانان اروپا |
| ۳    | چلسی           | ۲۴   | ۱۳  | ۸     | ۳    | ۴۸     | ۱۸       | ۳۰+      | ۴۷     | لیگ قهرمانان اروپا |
| ۴    | منچستر یونایتد | ۲۲   | ۱۱  | ۵     | ۶    | ۳۶     | ۳۰       | ۶+       | ۳۸     | لیگ قهرمانان اروپا |
| ۵    | وستهام یونایتد | ۲۳   | ۱۱  | ۴     | ۸    | ۴۱     | ۳۱       | ۱۰+      | ۳۷     | لیگ اروپا          |

#### نتایج در خانه و بیرون
| مجموع | مجموع  | مجموع | مجموع | مجموع | مجموع | مجموع | مجموع | خانه | خانه | خانه | خانه | خانه | خانه | مهمان | مهمان | مهمان | مهمان | مهمان | مهمان |
| بازی  | امتیاز | پ     | ت     | ش     | گ‌ز    | گ‌خ    | ت‌گ    | پ    | ت    | ش    | گ‌ز   | گ‌خ   | ت‌گ   | پ     | ت     | ش     | گ‌ز    | گ‌خ    | ت‌گ    |
| ----- | ------ | ----- | ----- | ----- | ----- | ----- | ----- | ---- | ---- | ---- | ---- | ---- | ---- | ----- | ----- | ----- | ----- | ----- | ----- |
| ۳۸    | ۹۳     | ۲۹    | ۶     | ۳     | ۹۹    | ۲۶    | ۷۳+   | ۱۵   | ۲    | ۲    | ۵۸   | ۱۵   | ۴۳+  | ۱۴    | ۴     | ۱     | ۴۱    | ۱۱    | ۳۰+   |

آخرین بروزرسانی: ۲۲ مه ۲۰۲۲

منبع: Premier League

پ = پیروزی؛ ت = تساوی؛ ش = شکست؛ گ‌ز = گل زده؛ گ‌خ = گل خورده؛ ت‌گ = تفاضل گل

#### نتایج هفته به هفته
| هفته    | 1  | 2 | 3 | 4 | 5 | 6 | 7 | 8 | 9 | 10 | 11 | 12 | 13 | 14 | 15 | 16 | 17 | 18 | 19 | 20 | 21 | 22 | 23 | 24 | 25 | 26 | 27 | 28 | 29 | 30 | 31 | 32 | 33 | 34 | 35 | 36 | 37 | 38 |
| ------- | -- | - | - | - | - | - | - | - | - | -- | -- | -- | -- | -- | -- | -- | -- | -- | -- | -- | -- | -- | -- | -- | -- | -- | -- | -- | -- | -- | -- | -- | -- | -- | -- | -- | -- | -- |
| زمین    | ب  | خ | خ | ب | خ | ب | ب | خ | ب | خ  | ب  | خ  | خ  | ب  | ب  | خ  | خ  | ب  | خ  | ب  | ب  | خ  | ب  | خ  | ب  | خ  | ب  | خ  | ب  | ب  | خ  | خ  | خ  | ب  | خ  | ب  | ب  | خ  |
| دست‌آورد | ش  | پ | پ | پ | م | پ | م | پ | پ | ش  | پ  | پ  | پ  | پ  | پ  | پ  | پ  | پ  | پ  | پ  | پ  | پ  | م  | پ  | پ  | ش  | پ  | پ  | م  | پ  | م  | پ  | پ  | پ  | پ  | پ  | م  | پ  |
| جایگاه  | ۱۳ | ۹ | ۷ | ۵ | ۵ | ۲ | ۳ | ۳ | ۳ | ۳  | ۲  | ۲  | ۲  | ۲  | ۱  | ۱  | ۱  | ۱  | ۱  | ۱  | ۱  | ۱  | ۱  | ۱  | ۱  | ۱  | ۱  | ۱  | ۱  | ۱  | ۱  | ۱  | ۱  | ۱  | ۱  | ۱  | ۱  | ۱  |

#### جزئیات مسابقات
رقبای هفته به هفته هر تیم در ۱۶ ژوئن ۲۰۲۱ اعلام شد.
| ۱۵ اوت ۲۰۲۱ ۱                | تاتنهام هاتسپر                                              | ۱–۰   | منچستر سیتی       | تاتنهام                                                              |
| ۱۶:۳۰ ساعت تابستانی بریتانیا | - سون هیونگ-مین ۵۵' - لوکاس مورا '۶۶ - داوینسون سانچز '۹۰+۱ | گزارش | - جک گریلیش '۹۰+۱ | ورزشگاه: ورزشگاه تاتنهام هاتسپر تماشاگران: ۵۸٬۲۶۲ داور: آنتونی تیلور |

| ۲۱ اوت ۲۰۲۱ ۲                | منچستر سیتی | ۵–۰   | نوریچ سیتی | منچستر                                                           |
| ۱۲:۳۰ ساعت تابستانی بریتانیا | - تیم کرول ۷' (گل‌به‌خودی) - جک گریلیش ۲۲' - ایلکای گوندوغان '۳۹ - ایمریک لاپورت ۶۴' - رحیم استرلینگ ۷۱' - ریاض محرز ۸۴' | گزارش |            | ورزشگاه: ورزشگاه شهر منچستر تماشاگران: ۵۱٬۴۳۷ داور: Graham Scott |

| ۲۹ اوت ۲۰۲۱ ۳                | منچستر سیتی                                                                  | ۵–۰   | آرسنال                                                   | منچستر                                                              |
| ۱۲:۳۰ ساعت تابستانی بریتانیا | - ایلکای گوندوغان ۷' - فران تورس ۱۲'، ۸۴' - گابریل ژسوس ۴۳' - رودری ۵۳'، '۶۷ | گزارش | - سدریک سوارس '۲۴ - سئاد کولاشیناچ '۲۸ - گرانیت ژاکا '۳۵ | ورزشگاه: ورزشگاه شهر منچستر تماشاگران: ۵۲٬۲۷۶ داور: مارتین اتکینسون |

| ۱۱ سپتامبر ۲۰۲۱ ۴            | لستر سیتی           | ۰–۱   | منچستر سیتی                                         | لستر                                                           |
| ۱۵:۰۰ ساعت تابستانی بریتانیا | - چالار سویونجو '۷۵ | گزارش | - رودری '۲۶ - ایمریک لاپورت '۳۸ - برناردو سیلوا ۶۲' | ورزشگاه: ورزشگاه کینگ‌پاور تماشاگران: ۳۲٬۰۸۷ داور: Paul Tierney |

| ۱۸ سپتامبر ۲۰۲۱ ۵            | منچستر سیتی | ۰–۰   | ساوت‌همپتون                             | منچستر                                                            |
| ۱۵:۰۰ ساعت تابستانی بریتانیا |             | گزارش | - کایل واکر-پیترز '۵۲ - Livramento '۸۴ | ورزشگاه: ورزشگاه شهر منچستر تماشاگران: ۵۲٬۶۹۸ داور: Jonathan Moss |

| ۲۵ سپتامبر ۲۰۲۱ ۶            | چلسی                                                                   | ۰–۱   | منچستر سیتی                                             | فولام                                                                     |
| ۱۲:۳۰ ساعت تابستانی بریتانیا | - مارکوس آلونسو مندوزا '۷۷ - آندریاس کریستنسن '۷۸ - آنتونیو رودیگر '۸۴ | گزارش | - گابریل ژسوس ۵۳' - ایمریک لاپورت '۶۵ - روبن دیاز '۹۰+۶ | ورزشگاه: ورزشگاه استمفورد بریج تماشاگران: ۴۰٬۰۳۶ داور: مایکل الیور (داور) |

| ۳ اکتبر ۲۰۲۱ ۷               | لیورپول                                                                         | ۲–۲   | منچستر سیتی                                                                               | لیورپول                                                      |
| ۱۶:۳۰ ساعت تابستانی بریتانیا | - جیمز میلنر '۴۲ - سادیو مانه ۵۹' - دیگو ژوتا '۶۵ - محمد صلاح ۷۶' - فابینیو '۸۳ | گزارش | - روبن دیاز '۲۶ - ژوآو کانسلو '۵۶ - فیل فودن ۶۹' - برناردو سیلوا '۷۷ - کوین دی بروینه ۸۱' | ورزشگاه: ورزشگاه آنفیلد تماشاگران: ۵۳٬۱۰۲ داور: Paul Tierney |

| ۱۶ اکتبر ۲۰۲۱ ۸              | منچستر سیتی                                                    | ۲–۰   | برنلی | منچستر                                                              |
| ۱۵:۰۰ ساعت تابستانی بریتانیا | - برناردو سیلوا ۱۲' - ایمریک لاپورت '۴۵+۳ - کوین دی بروینه ۷۰' | گزارش |       | ورزشگاه: ورزشگاه شهر منچستر تماشاگران: ۵۲٬۷۱۱ داور: مارتین اتکینسون |

| ۲۳ اکتبر ۲۰۲۱ ۹              | برایتون اند هوو آلبیون                                             | ۱–۴   | منچستر سیتی | فالمر                                                       |
| ۱۷:۳۰ ساعت تابستانی بریتانیا | - یاکوب مودر '۶۳ - آدام لالانا '۷۰ - الکسیس مک الیستر ۸۱' (پنالتی) | گزارش | - ایلکای گوندوغان ۱۳' - کایل واکر '۲۲ - فیل فودن ۲۸'، ۳۱' - ژوآو کانسلو '۶۰ - ادرسون مورائس '۸۴ - ریاض محرز ۹۰+۵' | ورزشگاه: ورزشگاه فالمر تماشاگران: ۳۱٬۲۱۵ داور: Kevin Friend |

| ۳۰ اکتبر ۲۰۲۱ ۱۰             | منچستر سیتی                                                       | ۰–۲   | کریستال پالاس                                                            | منچستر                                                           |
| ۱۵:۰۰ ساعت تابستانی بریتانیا | - ایمریک لاپورت '۴۵+۲ - برناردو سیلوا '۴۵+۵ - ادرسون مورائس '۴۵+۶ | گزارش | - ویلفرد زاها ۶' - ژردن ایو '۲۷ - کانر گلگر '۶۵، ۸۸' - ویسنته گوآیتا '۸۶ | ورزشگاه: ورزشگاه شهر منچستر تماشاگران: ۵۳٬۰۱۴ داور: آندره مارینر |

| ۶ نوامبر ۲۰۲۱ ۱۱   | منچستر یونایتد          | ۰–۲   | منچستر سیتی                                                          | ترافورد                                                         |
| ۱۲:۳۰ ساعت گرینویچ | - کریستیانو رونالدو '۹۰ | گزارش | - اریک بایی ۷' (گل‌به‌خودی) - برناردو سیلوا ۴۵'، '۵۸ - ژوآو کانسلو '۴۸ | ورزشگاه: ورزشگاه الدترافورد تماشاگران: ۷۳٬۰۸۶ داور: مایکل الیور |

| ۲۱ نوامبر ۲۰۲۱ ۱۲  | منچستر سیتی                                                               | ۳–۰   | اورتون           | منچستر                                                           |
| ۱۴:۰۰ ساعت گرینویچ | - رحیم استرلینگ ۴۴' - ایمریک لاپورت '۴۵+۳ - رودری ۵۵' - برناردو سیلوا ۸۶' | گزارش | - ریشارلیسون '۳۱ | ورزشگاه: ورزشگاه شهر منچستر تماشاگران: ۵۲٬۵۷۱ داور: استوارت اتول |

| ۲۸ نوامبر ۲۰۲۱ ۱۳  | منچستر سیتی                                                                  | ۲–۱   | وستهام یونایتد         | منچستر                                                          |
| ۱۴:۰۰ ساعت گرینویچ | - ایمریک لاپورت '۲۹ - ایلکای گوندوغان ۳۳' - ژوآو کانسلو '۶۱ - فرناندینیو ۹۰' | گزارش | - مانوئل لانزینی ۹۰+۴' | ورزشگاه: ورزشگاه شهر منچستر تماشاگران: ۵۳٬۲۴۵ داور: مایکل الیور |

| ۱ دسامبر ۲۰۲۱ ۱۴   | استون ویلا         | ۱–۲   | منچستر سیتی                         | استون، بیرمنگام                                            |
| ۲۰:۱۵ ساعت گرینویچ | - اولی واتکینز ۴۷' | گزارش | - روبن دیاز ۲۷' - برناردو سیلوا ۴۳' | ورزشگاه: ورزشگاه ویلا پارک تماشاگران: ۴۱٬۴۰۰ داور: میک دین |

| ۴ دسامبر ۲۰۲۱ ۱۵   | واتفورد                                                     | ۱–۳   | منچستر سیتی                                 | واتفورد                                                         |
| ۱۷:۳۰ ساعت گرینویچ | - جاشوا کینگ '۷ - دنی رز '۳۱ - Hernández ۷۴' - Cathcart '۸۵ | گزارش | - رحیم استرلینگ ۴' - برناردو سیلوا ۳۱'، ۶۳' | ورزشگاه: ورزشگاه ویکاریج رود تماشاگران: ۲۰٬۶۷۳ داور: سیمون هوپر |

| ۱۱ دسامبر ۲۰۲۱ ۱۶  | منچستر سیتی                                                                | ۱–۰   | ولورهمپتون واندررز                                              | منچستر                                                            |
| ۱۲:۳۰ ساعت گرینویچ | - روبن دیاز '۴۰ - رودری '۴۳ - رحیم استرلینگ ۶۶' (پنالتی) - ژوآو کانسلو '۸۱ | گزارش | - رائول خیمنز '۴۵+۱ '۴۵+۲ - روبن نوس '۴۵+۳ - لئاندر دندونکر '۷۸ | ورزشگاه: ورزشگاه شهر منچستر تماشاگران: ۵۲٬۶۱۳ داور: Jonathan Moss |

| ۱۴ دسامبر ۲۰۲۱ ۱۷  | منچستر سیتی | ۷–۰   | لیدز یونایتد     | منچستر                                                           |
| ۲۰:۰۰ ساعت گرینویچ | - فیل فودن ۸' - جک گریلیش ۱۳' - کوین دی بروینه ۳۲'، ۶۲' - روبن دیاز '۴۰ - ریاض محرز ۴۹' - جان استونز ۷۴' - ناتان آکه ۷۸' | گزارش | جونیور فیرپو '۲۰ | ورزشگاه: ورزشگاه شهر منچستر تماشاگران: ۵۲٬۴۰۱ داور: Paul Tierney |

| ۱۹ دسامبر ۲۰۲۱ ۱۸  | نیوکاسل یونایتد   | ۰–۴   | منچستر سیتی                                                                                          | نیوکاسل                                                                |
| ۱۴:۱۵ ساعت گرینویچ | - آیزاک هایدن '۲۱ | گزارش | - روبن دیاز ۵' - رودری '۲۵ - ژوآو کانسلو ۲۷' - برناردو سیلوا '۳۰ - ریاض محرز ۶۳' - رحیم استرلینگ ۸۶' | ورزشگاه: ورزشگاه سنت جیمز پارک تماشاگران: ۵۲٬۱۲۷ داور: مارتین اتکینسون |

| ۲۶ دسامبر ۲۰۲۱ ۱۹  | منچستر سیتی | ۶–۳   | لستر سیتی                                                                          | منچستر                                                             |
| ۱۵:۰۰ ساعت گرینویچ | - کوین دی بروینه ۵' - ریاض محرز ۱۴' (پنالتی) - ایلکای گوندوغان ۲۱' - رحیم استرلینگ ۲۷' (پنالتی)، ۸۷' - ایمریک لاپورت ۶۹' - فرناندینیو '۹۰+۱ | گزارش | - یانیک وسترگارد '۴۵ - جیمز مدیسون ۵۵'، '۷۵ - آدمولا لوکمن ۵۹' - کلچی ایهیناچو ۶۵' | ورزشگاه: ورزشگاه شهر منچستر تماشاگران: ۵۳٬۲۲۶ داور: Chris Kavanagh |

| ۲۹ دسامبر ۲۰۲۱ ۲۰  | برنتفورد | ۰–۱   | منچستر سیتی    | برنتفورد                                                                 |
| ۲۰:۱۵ ساعت گرینویچ |          | گزارش | - فیل فودن ۱۶' | ورزشگاه: Brentford Community Stadium تماشاگران: ۱۷٬۰۰۹ داور: David Coote |

| ۱ ژانویه ۲۰۲۲ ۲۱   | آرسنال                                                                        | ۱–۲   | منچستر سیتی                                                         | هالووی، لندن                                                 |
| ۱۲:۳۰ ساعت گرینویچ | - بوکایو ساکا ۳۱'، '۶۴ - گرانیت ژاکا '۵۵ - گابریل دوس سانتوس - راب هلدینگ '۶۸ | گزارش | - ریاض محرز ۵۷' (پنالتی) - رودری ۹۰+۳'، '۹۰+۴ - برناردو سیلوا '۹۰+۵ | ورزشگاه: ورزشگاه امارات تماشاگران: ۵۹٬۷۵۷ داور: استوارت اتول |

| ۱۵ ژانویه ۲۰۲۲ ۲۲  | منچستر سیتی          | ۱–۰   | چلسی                                         | منچستر                                                           |
| ۱۲:۳۰ ساعت گرینویچ | - کوین دی بروینه ۷۰' | گزارش | - مارکوس آلونسو مندوزا '۷ - ماتئو کواچیچ '۳۲ | ورزشگاه: ورزشگاه شهر منچستر تماشاگران: ۵۳٬۳۱۹ داور: Craig Pawson |

| ۲۲ ژانویه ۲۰۲۲ ۲۳  | ساوت‌همپتون                                                                         | ۱–۱   | منچستر سیتی         | ساوت‌همپتون                                                     |
| ۱۷:۳۰ ساعت گرینویچ | - کایل واکر-پیترز ۷' - یان بدنارک '۳۳ - استورارت آرمسترانگ '۷۹ - Elyounoussi '۹۰+۲ | گزارش | - ایمریک لاپورت ۶۵' | ورزشگاه: ورزشگاه سنت مریز تماشاگران: ۳۱٬۱۷۸ داور: Simon Hooper |

| ۹ فوریه ۲۰۲۲ ۲۴    | منچستر سیتی                                   | ۲–۰   | برنتفورد | منچستر                                                             |
| ۱۹:۴۵ ساعت گرینویچ | - ریاض محرز ۴۰' (پنالتی) - کوین دی بروینه ۶۹' | گزارش |          | ورزشگاه: ورزشگاه شهر منچستر تماشاگران: ۵۱٬۶۵۸ داور: Darren England |

| ۱۲ فوریه ۲۰۲۲ ۲۵   | نوریچ سیتی | ۰–۴   | منچستر سیتی                                                              | نوریچ                                                          |
| ۱۷:۳۰ ساعت گرینویچ |            | گزارش | - روبن دیاز '۱۷ - رحیم استرلینگ ۳۱'، ۷۰'، ۹۰'، '۹۰، '۹۰+۲ - فیل فودن ۴۸' | ورزشگاه: ورزشگاه کارو رود تماشاگران: ۲۷٬۰۱۰ داور: آندره مارینر |

| ۱۹ فوریه ۲۰۲۲ ۲۶   | منچستر سیتی                                      | ۲–۳   | تاتنهام هاتسپر                                                                                      | منچستر                                                           |
| ۱۵:۰۰ ساعت گرینویچ | - ایلکای گوندوغان ۳۳' - ریاض محرز ۹۰+۲' (پنالتی) | گزارش | - دیان کولوسوسکی ۴' - هری کین ۵۹'، ۹۰+۵' - پیر-امیل هویبرگ '۶۴ - کریستین رومرو '۷۷ - هوگو لوریس '۸۰ | ورزشگاه: ورزشگاه شهر منچستر تماشاگران: ۵۳٬۲۰۱ داور: آنتونی تیلور |

| ۲۶ فوریه ۲۰۲۲ ۲۷   | اورتون                                         | ۰–۱   | منچستر سیتی                             | لیورپول                                          |
| ۱۷:۳۰ ساعت گرینویچ | - دونی فن ده بیک '۲۷ - آلن '۵۷ - دله الی '۹۰+۶ | گزارش | - فیل فودن ۸۲'، '۸۹ - ادرسون مورائس '۸۷ | ورزشگاه: ورزشگاه گودیسون پارک داور: Paul Tierney |

| ۶ مارس ۲۰۲۲ ۲۸     | منچستر سیتی                                     | ۴–۱   | منچستر یونایتد                     | منچستر                                                          |
| ۱۶:۳۰ ساعت گرینویچ | - کوین دی بروینه ۵'، ۲۸' - ریاض محرز ۶۸'، ۹۰+۳' | گزارش | - جیدون سانچو ۲۲' - هری مگوایر '۶۳ | ورزشگاه: ورزشگاه شهر منچستر تماشاگران: ۵۳٬۱۶۵ داور: مایکل الیور |

| ۱۴ مارس ۲۰۲۲ ۲۹    | کریستال پالاس                                        | ۰–۰   | منچستر سیتی     | Selhurst                                                              |
| ۲۰:۰۰ ساعت گرینویچ | - شیخو کویاته '۴۴ - کانر گلگر '۸۳ - اودسون ادوار '۹۰ | گزارش | - جک گریلیش '۵۴ | ورزشگاه: ورزشگاه سلهارست پارک تماشاگران: ۲۵٬۳۰۹ داور: مارتین اتکینسون |

| 2 April 2022 30              | برنلی              | 0–2   | منچستر سیتی                               | برنلی                                                         |
| 15:00 ساعت تابستانی بریتانیا | - واوت وگهورست '13 | گزارش | - کوین دی بروینه ۵' - ایلکای گوندوغان ۲۵' | ورزشگاه: ورزشگاه تارف مور تماشاگران: 20,388 داور: کریگ پاوسون |

| 10 April 2022 ۳۱             | منچستر سیتی                                               | 2–2   | لیورپول | منچستر                                                           |
| 16:30 ساعت تابستانی بریتانیا | - کوین دی بروینه ۵' - گابریل ژسوس ۳۶' - برناردو سیلوا '40 | گزارش | - دیگو ژوتا ۱۳' - اندرو رابرتسون '28 - سادیو مانه ۴۶' - تیاگو آلکانتارا '61 - فابینیو '83 - ویرجیل فن دایک '89 | ورزشگاه: ورزشگاه شهر منچستر تماشاگران: 53,197 داور: آنتونی تیلور |

| 20 April 2022 32             | منچستر سیتی                                        | 3–0   | برایتون اند هوو آلبیون                                   | منچستر                                                      |
| 20:00 ساعت تابستانی بریتانیا | - ریاض محرز ۵۳' - فیل فودن ۶۵' - برناردو سیلوا ۸۲' | گزارش | - الکسیس مک الیستر '79 - آدام وبستر '81 - لوئیس دانک '89 | ورزشگاه: ورزشگاه شهر منچستر تماشاگران: 52,226 داور: میک دین |

| 23 April 2022 33             | منچستر سیتی                                                   | 5–1   | واتفورد      | منچستر                                                           |
| 15:00 ساعت تابستانی بریتانیا | - گابریل ژسوس ۴'، ۲۳'، ۴۹'، ۵۳' - رودری ۳۴' - ژوآو کانسلو '43 | گزارش | - Kamara ۲۸' | ورزشگاه: ورزشگاه شهر منچستر تماشاگران: 53,013 داور: Kevin Friend |

| 30 April 2022 34             | لیدز یونایتد      | 0–4   | منچستر سیتی                                                                                        | لیدز                                                        |
| 17:30 ساعت تابستانی بریتانیا | - جونیور فیرپو '6 | گزارش | - رودری ۱۳' - جک گریلیش '14 - ناتان آکه ۵۴' - ژوآو کانسلو '68 - گابریل ژسوس ۷۸' - فرناندینیو ۹۰+۳' | ورزشگاه: ورزشگاه الاند رود تماشاگران: 35,771 داور: پل تیرنی |

| 8 May 2022 35                | منچستر سیتی                                                                                      | 5–0   | نیوکاسل یونایتد                                  | منچستر                                                           |
| 16:30 ساعت تابستانی بریتانیا | - رحیم استرلینگ ۱۹'، ۹۰+۳' - ایمریک لاپورت ۳۸' - رودری ۶۱' - کوین دی بروینه '75 - فیل فودن ۹۰+۱' | گزارش | - برونو گیمارائش '31 - دن برن '70 - مت تارگت '89 | ورزشگاه: ورزشگاه شهر منچستر تماشاگران: 53,336 داور: استوارت اتول |

| ۱۱ مه ۲۰۲۲ 36                | ولورهمپتون واندررز   | 1–5   | منچستر سیتی                                                 | ولورهمپتون                                                       |
| 20:15 ساعت تابستانی بریتانیا | - لئاندر دندونکر ۱۱' | گزارش | - کوین دی بروینه ۷'، ۱۶'، ۲۴'، ۶۰', '78 - رحیم استرلینگ ۸۴' | ورزشگاه: ورزشگاه مالینیو تماشاگران: 31,686 داور: مارتین اتکینسون |

| 15 May 2022 37               | وستهام یونایتد                                                        | 2–2   | منچستر سیتی                                                                        | استراتفورد                                                        |
| 14:00 ساعت تابستانی بریتانیا | - جارود بوون ۲۴'، ۴۵', '32 - ولادمیر کوفال '58 - ووکاش فابیانیسکی '60 | گزارش | - جک گریلیش ۴۹' - ولادمیر کوفال ۶۹' (گل‌به‌خودی) - ریاض محرز 86' - گابریل ژسوس '90+4 | ورزشگاه: ورزشگاه المپیک لندن تماشاگران: 59,972 داور: آنتونی تیلور |

| 22 May 2022 38               | منچستر سیتی                                                       | 3–2   | استون ویلا                                                                 | منچستر                                                          |
| 16:00 ساعت تابستانی بریتانیا | - ایلکای گوندوغان ۷۶'، ۸۱' - رودری (بازیکن فوتبال، زاده ۱۹۹۶) ۷۸' | گزارش | - متی کش ۳۷' - تایرون مینگز '49 - فیلیپه کوتینیو ۶۹' - مارولوس ناکامبا '86 | ورزشگاه: ورزشگاه شهر منچستر تماشاگران: 53,395 داور: مایکل الیور |

### جام حذفی
به عنوان یک باشگاه لیگ برتری، سیتی در دور سوم وارد مسابقات شد. قرعه کشی دور سوم در ۶ دسامبر ۲۰۲۱ به صورت زنده در ITV4، قبل از بازی دور دوم بین بورهام وود و سنت آلبانز سیتی، توسط دیوید سیمن و فی وایت، ملی پوشان سابق انگلیس برگزار شد. سیتی در خارج از خانه رقیب تیم لیگ دویی سویندون تاون شد. قرعه کشی دور چهارم قبل از دیدار آرسنال از ناتینگهام فارست، با حضور داوید جیمز دروازه‌بان سابق سیتی و لیا ویلیامسون کاپیتان فعلی زنان آرسنال در ورزشگاه ومبلی به‌طور زنده از ITV انجام شد. سیتی در خانه مقابل فولام به میدان رفت. قرعه کشی دور پنجم در ۵ فوریه ۲۰۲۲ قبل از تساوی بین لیورپول و کاردیف سیتی در ITV توسط اندرو کول برگزار شد. سیتی در خارج از خانه به تیم چمپیونشیپ پیتربورو یونایتد کشیده شد، که آنها تنها یک بار قبلاً بازی کرده بودند: در راه رسیدن به فینال جام حذفی ۱۹۸۱. در مرحله یک‌چهارم نهایی جام حذفی، منچستر سیتی مقابل ساوت‌همپتون قرار گرفت.
| ۷ ژانویه ۲۰۲۲ دور سوم              | سوئیندون تاون | ۱–۴   | منچستر سیتی | سوئیندون                                                      |
| ۲۰:۰۰ ساعت گرینویچ (یوتی‌سی ۰۰:۰۰±) | - McKirdy ۷۸' | گزارش | - برناردو سیلوا ۱۴' - گابریل ژسوس ۲۸'، '۶۲ - ایلکای گوندوغان ۵۹' - رودری '۶۴ - کایل واکر '۸۰ - Palmer ۸۲' - McAtee '۹۰+۲ | ورزشگاه: County Ground تماشاگران: ۱۴٬۷۵۳ داور: Darren England |

| ۵ فوریه ۲۰۲۲ دور چهارم             | منچستر سیتی                                                                           | ۴–۱   | فولام       | منچستر                                                             |
| ۱۵:۰۰ ساعت گرینویچ (یوتی‌سی ۰۰:۰۰±) | - ایلکای گوندوغان ۶' - جان استونز ۱۳' - کایل واکر '۴۵+۳ - ریاض محرز ۵۳' (پنالتی)، ۵۷' | گزارش | Carvalho ۴' | ورزشگاه: ورزشگاه شهر منچستر تماشاگران: ۵۳٬۴۰۰ داور: Jarred Gillett |

| ۱ مارس ۲۰۲۲ دور پنجم               | پیتربورو یونایتد | ۰–۲   | منچستر سیتی                                                      | پیتربورو                                                           |
| ۱۹:۱۵ ساعت گرینویچ (یوتی‌سی ۰۰:۰۰±) | - Szmodics '۷۰   | گزارش | - ناتان آکه '۱۷ - ریاض محرز ۶۰' - جک گریلیش ۶۷' - فرناندینیو '۷۰ | ورزشگاه: London Road Stadium تماشاگران: ۱۳٬۴۰۵ داور: Andrew Madley |

### جام اتحادیه
قرعه کشی دور سوم در ۲۵ اوت ۲۰۲۱ پس از پایان تساوی دور دوم بین وست برومویچ آلبیون و آرسنال توسط کوین فیلیپس و کوین کمپبل به صورت زنده در اسکای اسپورت انجام شد. سیتی در خانه باید مقابل تیم لیگ یک وایکام واندررز بازی می‌کرد. قرعه کشی دور چهارم در ۲۲ سپتامبر ۲۰۲۱ پس از پایان بازی‌های دور سوم توسط میکا ریچاردز و هری ردنپ انجام شد. سیتی به مصاف هم تیمی لیگ برتری وستهام یونایتد رفت که در دور سوم منچستر یونایتد را در الد ترافورد شکست داده بود.
| ۲۱ سپتامبر ۲۰۲۱ دور سوم      | منچستر سیتی                                                                                         | ۶–۱   | وایکام واندررز | منچستر                                                           |
| ۱۹:۴۵ ساعت تابستانی بریتانیا | - کوین دی بروینه ۲۹' - Lavia '۴۰ - ریاض محرز ۴۳'، ۸۳' - فیل فودن ۴۵+۱' - فران تورس ۷۱' - Palmer ۸۸' | گزارش | - Hanlan ۲۲'   | ورزشگاه: ورزشگاه شهر منچستر تماشاگران: ۳۰٬۹۵۹ داور: Robert Jones |

| ۲۷ اکتبر ۲۰۲۱ دور چهارم                                            | وستهام یونایتد | ۰–۰ (۵–۳ پنالتی)                                   | منچستر سیتی | استراتفورد، لندن                                                   |
| ۱۹:۴۵ ساعت تابستانی بریتانیا                                       |                | گزارش                                              |             | ورزشگاه: ورزشگاه المپیک لندن تماشاگران: ۶۰٬۰۰۰ داور: Jonathan Moss |
|                                                                    | ضربات پنالتی   |                                                    |             |                                                                    |
| - مارک نوبل - جارود بوون - کریگ داوسون - آرون کرسول - سعید بن رحمه |                | - فیل فودن - ژوآو کانسلو - گابریل ژسوس - جک گریلیش |             |                                                                    |

### جام خیریه
| ۷ اوت ۲۰۲۱ جام خیریه         | لستر سیتی                                        | ۱–۰   | منچستر سیتی                      | ومبلی                                                       |
| ۱۷:۱۵ ساعت تابستانی بریتانیا | - رایان برتراند '۵۰ - کلچی ایهیناچو ۸۹' (پنالتی) | گزارش | - روبن دیاز '۸۷ - فرناندینیو '۸۸ | ورزشگاه: ورزشگاه ومبلی تماشاگران: ۴۵٬۶۰۲ داور: Paul Tierney |

### لیگ قهرمانان اروپا

#### مرحله گروهی
قرعه کشی مرحله گروهی در تاریخ ۲۶ اوت ۲۰۲۱ برگزار شد و برنامه بازی یک روز بعد اعلام شد.
| رتبه | تیم          | بازی | برد | مساوی | باخت | گل زده | گل خورده | گل تفاضل | امتیاز | صلاحیت              |  | MCI | PAR | RBL | BRU |
| ---- | ------------ | ---- | --- | ----- | ---- | ------ | -------- | -------- | ------ | ------------------- |  | --- | --- | --- | --- |
| ۱    | منچستر سیتی  | ۶    | ۴   | ۰     | ۲    | ۱۸     | ۱۰       | ۸+       | ۱۲     | صعود به مرحله حذفی  |  | —   | 2–1 | 6–3 | 4–1 |
| ۲    | پاری سن ژرمن | ۶    | ۳   | ۲     | ۱    | ۱۳     | ۸        | ۵+       | ۱۱     | صعود به مرحله حذفی  |  | 2–0 | —   | 3–2 | 4–1 |
| ۳    | لایپزیگ      | ۶    | ۲   | ۱     | ۳    | ۱۵     | ۱۴       | ۱+       | ۷      | انتقال به لیگ اروپا |  | 2–1 | 2–2 | —   | 1–2 |
| ۴    | کلوب بروژ    | ۶    | ۱   | ۱     | ۴    | ۶      | ۲۰       | ۱۴−      | ۴      |                     |  | 1–5 | 1–1 | 0–5 | —   |

| ۱۵ سپتامبر ۲۰۲۱ ۱        | منچستر سیتی | ۶–۳   | لایپزیگ                                                                              | منچستر، انگلستان                                                                                  |
| 21:00 BST (یوتی‌سی ۲:۰۰+) | - الکساندر زینچنکو '۱۲ - ناتان آکه ۱۶' - نوردی موکیله ۲۸' (گل‌به‌خودی) - ریاض محرز ۴۵+۲' (پنالتی) - جک گریلیش ۵۶' - ژوآو کانسلو ۷۵' - گابریل ژسوس ۸۶' | گزارش | - کریستوفر ان‌کونکو ۴۲'، ۵۱'، ۷۳' - لوکاس کلوسترمن '۴۵+۱ - تایلر آدامز '۴۹ - آنخلینیو | ورزشگاه: ورزشگاه شهر منچستر تماشاگران: ۳۸٬۰۶۲ داور: Serdar Gözübüyük (اتحادیه فوتبال سلطنتی هلند) |

| ۲۸ سپتامبر ۲۰۲۱ ۲                      | پاری سن-ژرمن                                     | ۲–۰   | منچستر سیتی                            | پاریس، فرانسه                                                                                        |
| ۲۱:۰۰ زمان اروپای مرکزی (یوتی‌سی ۲:۰۰+) | - ادریسا گی ۸' - لیونل مسی ۷۴' - مارکو وراتی '۷۷ | گزارش | - ژوآو کانسلو '۲۴ - کوین دی بروینه '۳۹ | ورزشگاه: ورزشگاه پارک ده پرنس تماشاگران: ۳۷٬۳۵۰ داور: کارلوس دل سرو (فدراسیون فوتبال سلطنتی اسپانیا) |

| ۱۹ اکتبر ۲۰۲۱ ۳                                 | کلوب بروژ                                                                 | ۱–۵   | منچستر سیتی                                                                                      | بروخه، بلژیک                                                                               |
| ۱۸:۴۵ ساعت تابستانی اروپای مرکزی (یوتی‌سی ۱:۰۰+) | - Mata '۲۴ - استنلی انزوکی '۴۵ - ادر آلوارز بالانتا '۶۵ - هانس واناکن ۸۱' | گزارش | - ژوآو کانسلو ۳۰' - ایمریک لاپورت '۳۲ - ریاض محرز ۴۳' (پنالتی)، ۸۴' - کایل واکر ۵۳' - Palmer ۶۷' | ورزشگاه: ورزشگاه یان برایدل تماشاگران: ۲۴٬۹۱۵ داور: István Kovács (فدراسیون فوتبال رومانی) |

| ۳ نوامبر ۲۰۲۱ ۴                        | منچستر سیتی                                                            | ۴–۱   | کلوب بروژ                   | منچستر، انگلستان                                                                                        |
| ۲۱:۰۰ زمان اروپای مرکزی (یوتی‌سی ۱:۰۰+) | - فیل فودن ۱۵' - ریاض محرز ۵۴' - رحیم استرلینگ ۷۲' - گابریل ژسوس ۹۰+۲' | گزارش | - جان استونز ۱۷' (گل‌به‌خودی) | ورزشگاه: ورزشگاه شهر منچستر تماشاگران: ۵۰٬۲۲۸ داور: آنتونیو متئو لائوس (فدراسیون فوتبال سلطنتی اسپانیا) |

| ۲۴ نوامبر ۲۰۲۱ ۵                   | منچستر سیتی                                                                | ۲–۱   | پاری سن-ژرمن        | منچستر، انگلستان                                                                            |
| ۲۰:۰۰ ساعت گرینویچ (یوتی‌سی ۰۰:۰۰±) | - رودری '۵۵ - رحیم استرلینگ ۶۳' - گابریل ژسوس ۷۶'، '۹۰+۳ - ژوآو کانسلو '۸۰ | گزارش | - کیلیان امباپه ۵۰' | ورزشگاه: ورزشگاه شهر منچستر تماشاگران: ۵۲٬۰۳۰ داور: دنیله اورساتو (فدراسیون فوتبال ایتالیا) |

| ۷ دسامبر ۲۰۲۱ ۶                                 | لایپزیگ                                                                      | ۲–۱   | منچستر سیتی                                                       | لایپزیگ، آلمان                                                                                 |
| ۱۸:۴۵ ساعت تابستانی اروپای مرکزی (یوتی‌سی ۱:۰۰+) | - کوین کمپل '۱۴ - دومینیک سوبوسلای ۲۴' - آندره سیلوا ۷۱' - تایلر آدامز '۹۰+۱ | گزارش | - کوین دی بروینه '۳۰ - ریاض محرز ۷۶' - جان استونز '۸۱ - کایل واکر | ورزشگاه: ورزشگاه ردبول آرنا (لایپزیگ) تماشاگران: ۰ داور: Sandro Schärer (اتحادیه فوتبال سوئیس) |

#### مرحله حذفی

##### یک‌هشتم نهایی
قرعه کشی دور یک‌هشتم نهایی در تاریخ ۱۳ دسامبر ۲۰۲۱ در ستاد یوفا در نیون برگزار شد. قرعه کشی در مرتبه اول با خطاهایی روبرو بود و به همین دلیل چند ساعت بعد دوباره انجام شد.
| ۱۵ فوریه ۲۰۲۲ رفت                      | اسپورتینگ                             | ۰–۵   | منچستر سیتی                                                                                      | لیسبون، پرتغال                                                                                 |
| ۲۱:۰۰ زمان اروپای مرکزی (یوتی‌سی ۱:۰۰+) | - Nunes '۶۵ - Esgaio '۷۸ - Ugarte '۸۳ | گزارش | - ریاض محرز ۷' - برناردو سیلوا ۱۷'، ۴۴' - فیل فودن ۳۲' - رحیم استرلینگ ۵۸' - ایلکای گوندوغان '۷۴ | ورزشگاه: ورزشگاه ژوزه آلوالاد تماشاگران: ۴۸٬۱۲۹ داور: Srđan Jovanović (اتحادیه فوتبال صربستان) |

| ۹ مارس ۲۰۲۲ برگشت                  | منچستر سیتی       | ۰–۰ (۵–۰ گ.ح.) | اسپورتینگ                          | منچستر، انگلستان                                                                             |
| ۲۱:۰۰ ساعت گرینویچ (یوتی‌سی ۰۰:۰۰±) | - گابریل ژسوس '۳۹ | گزارش          | - پائولینو '۱۵ - اسلام سلیمانی '۴۰ | ورزشگاه: ورزشگاه شهر منچستر تماشاگران: ۵۱٬۲۱۳ داور: Halil Umut Meler (فدراسیون فوتبال ترکیه) |

## جوایز

### بازیکن ماه اتحاد
بازیکنان منتخب توسط هواداران در سایت باشگاه انتخاب می‌شوند.
| ماه     | بازیکن         | منبع   |
| ------- | -------------- | ------ |
| اوت     | گابریل ژسوس    | [ ۲۱ ] |
| سپتامبر | برناردو سیلوا  | [ ۲۲ ] |
| اکتبر   | برناردو سیلوا  | [ ۲۳ ] |
| نوامبر  | برناردو سیلوا  | [ ۲۴ ] |
| دسامبر  | ریاض محرز      | [ ۲۵ ] |
| ژانویه  | کوین دی بروینه | [ ۲۶ ] |

### بهترین عملکرد هفته ال‌ام‌ای
اعطا شده توسط هیئت اعضای ال‌ام‌ای و کارشناسان فوتبال.
| تاریخ      | بازی                      | نتیجه   | منبع   |
| ---------- | ------------------------- | ------- | ------ |
| ۲۵ سپتامبر | در برابر چلسی (A)         | برد ۱–۰ | [ ۲۷ ] |
| ۱۴ دسامبر  | در برابر لیدز یونایتد (H) | برد ۷–۰ | [ ۲۸ ] |

### بازیکن ماه لیگ برتر فوتبال انگلستان
| ماه    | بازیکن        | منبع   |
| ------ | ------------- | ------ |
| دسامبر | رحیم استرلینگ | [ ۲۹ ] |

### مربی ماه لیگ برتر فوتبال انگلستان
| ماه    | سرمربی       | منبع   |
| ------ | ------------ | ------ |
| نوامبر | پپ گواردیولا | [ ۳۰ ] |
| دسامبر | پپ گواردیولا | [ ۳۱ ] |

### گل ماه لیگ برتر فوتبال انگلستان
| ماه    | بازیکن | نتیجه | حریف   | تاریخ          | منبع   |
| ------ | ------ | ----- | ------ | -------------- | ------ |
| نوامبر | رودری  | ۲–۰   | اورتون | ۲۱ نوامبر ۲۰۲۱ | [ ۳۲ ] |